# Nossa Donna Castelmur

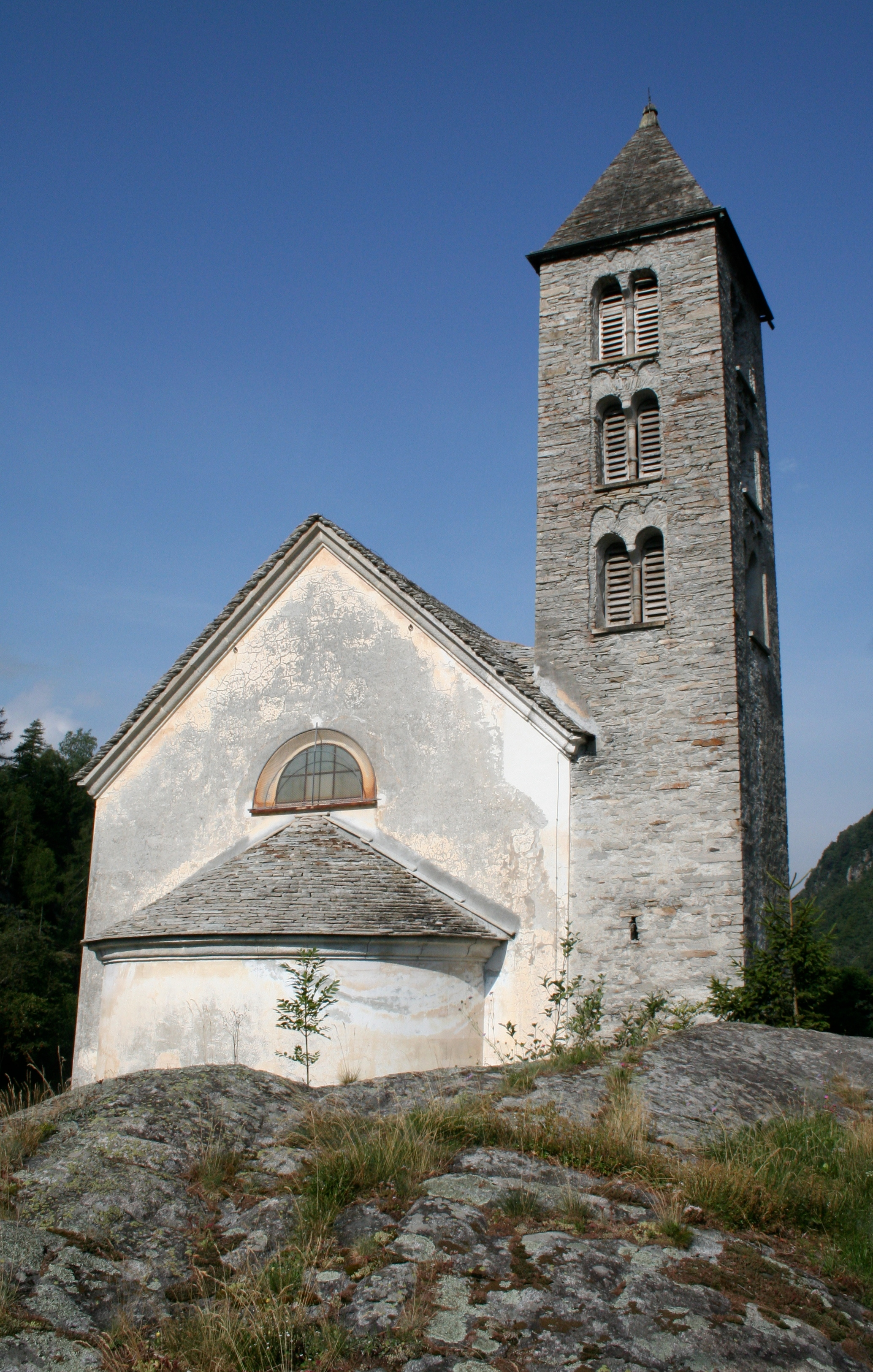
Ansicht von Westen

Die reformierte Kirche Sta. Maria  Nossa Donna steht auf dem Gelände der Burg Castelmur oberhalb des Dorfes Promontogno in der Gemeinde Bondo im Bergell im schweizerischen Kanton Graubünden.

## Geschichte
Im 10. Jahrhundert wurde entschieden, dass die Bäche, die bei Castasegna in die Mera mündeten, die Grenze zwischen den Bistümern Chur und Como bilden sollten. Das Gebiet zwischen dem Septimerpass und Castelmur bildete eine Pfarrei der Diözese Chur, deren Zentrum die Kirche Nossa Donna bei der Talsperre war. Der letzte vom Bischof von Chur bestimmte Erzpriester für die Diözese war Alberto den Andriani (1536)
Im Jahr 988 wird die Kirche erstmals erwähnt. Sie war das Ziel von Pilgerfahrten von Plurs und Chiavenna. In der zweiten Hälfte des 15. Jahrhunderts wurde sie erweitert und mit einem Geläute ausgestattet, was vom Septimerpass bis zum Talende zu hören gewesen sein soll.
Nach der Reformation verlor die Kirche ihre Bedeutung. Sie ging in den Besitz der Gemeinde über und begann zu zerfallen. 1838 erwarben die Brüder Bortolo und Giovanni von Castelmur den Hügel von Castelmur mit der Absicht, Turm und Kirche wieder instand zu stellen. Nossa Donna wurde nach Plänen des Mailänder Architekten Giovanni Crassi Marliani neu erbaut und als reformierte Kirche gestaltet. 1863 wurde sie geweiht. 1871 gelangte der Hügel von Castelmur mit Kirche und Ruine an den Kreis Bergell, wie es Giovanni de Castelmur testamentarisch bestimmt hatte. 1879 wurde neben der Kirche das Sommerhaus «Villino» erbaut. Giovannis Witwe Anna setzte die Arbeiten fort. Giovanni und Anna von Castelmur wurden in der Kirche bestattet.

## Kirche
Die Saalkirche mit halbrunder Apsis wurde auf dem Grundriss der alten Vorgängerkirche erbaut. Der Glockenturm stammt aus der Zeit um 1100, der Taufstein in der Apsis aus dem 11. Jahrhundert. Die Kirche schmückt ein Gemälde mit der Darstellung der Verklärung Christi von Melchior Paul von Deschwanden aus dem Jahr 1841, die Glasgemälde stammen von Giovanni Bertini.

## Kirchliche Organisation
Die Evangelisch-reformierte Landeskirche Graubünden führt Nossa Donna als Predigstätte der Kirchengemeinde Bergell/Bregaglia.

## Galerie

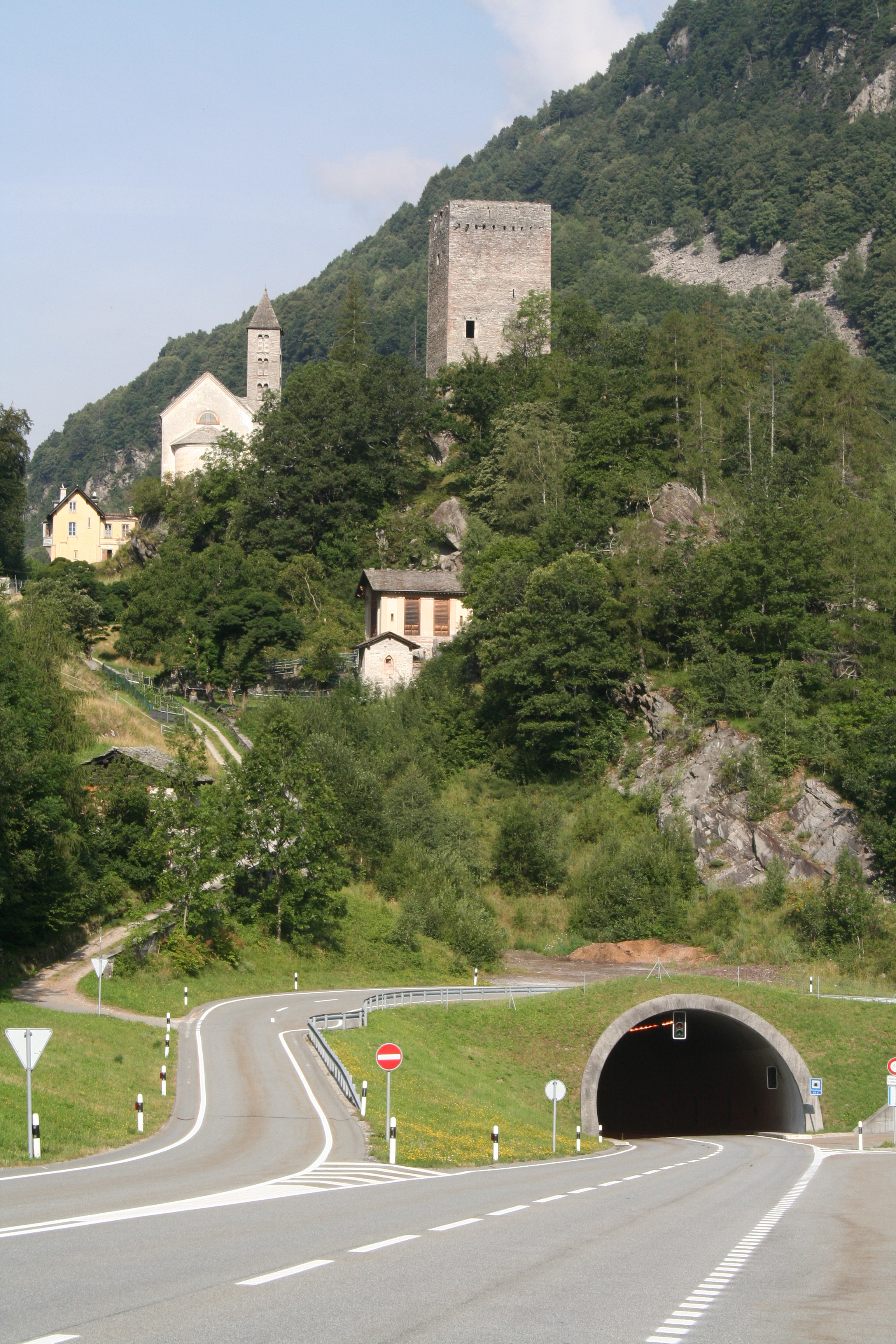
Kirche und Burgturm
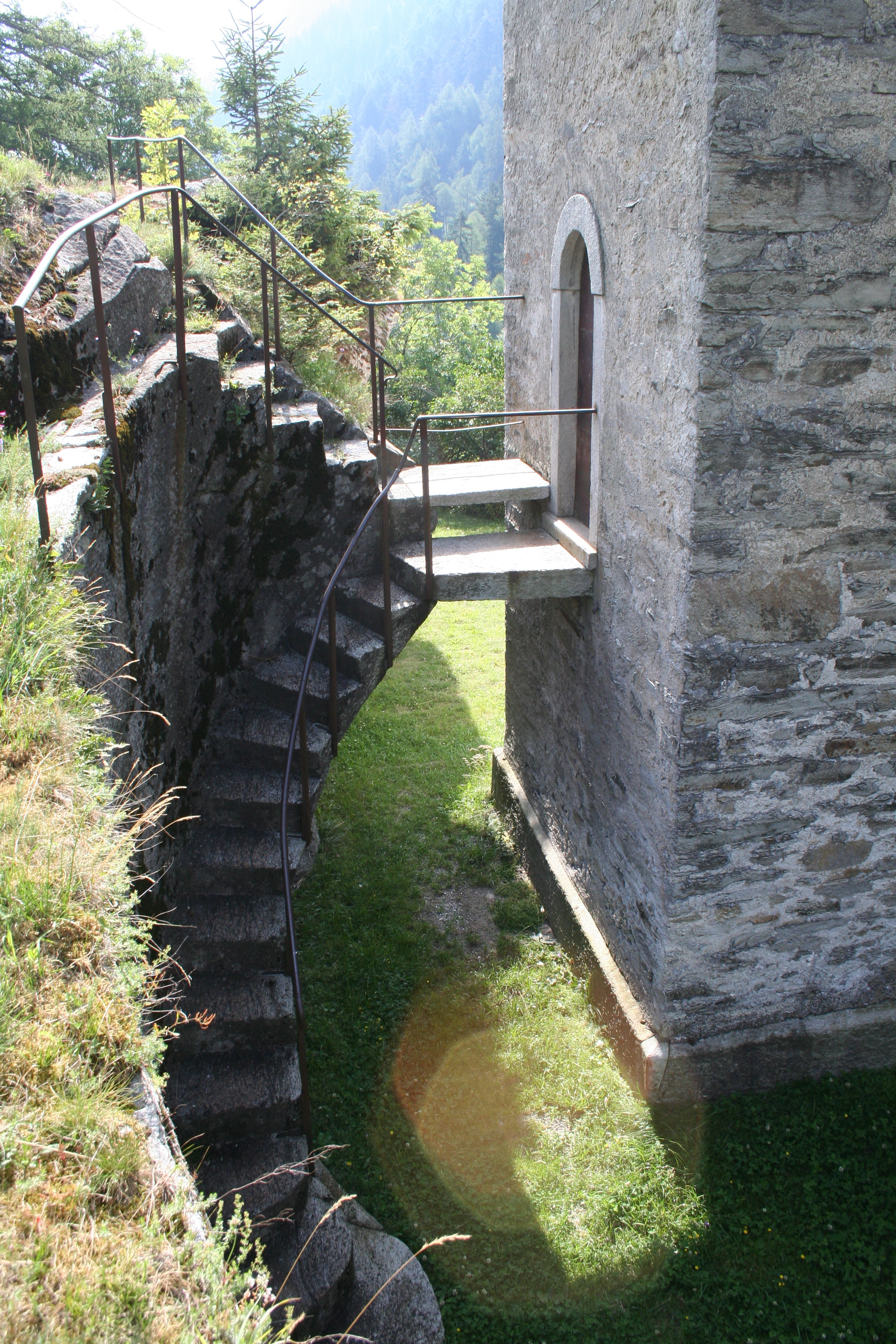
Nordseite
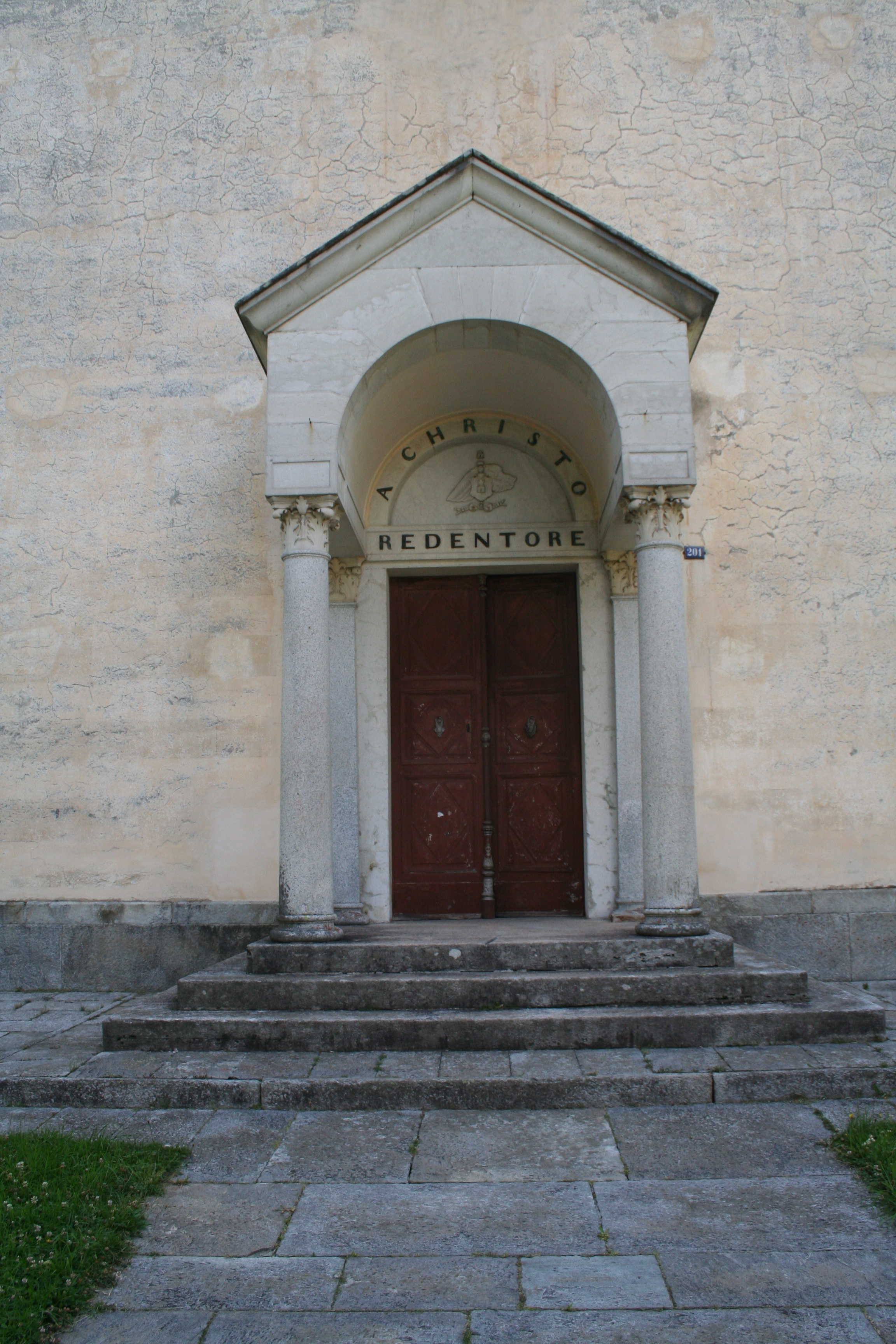
Eingang
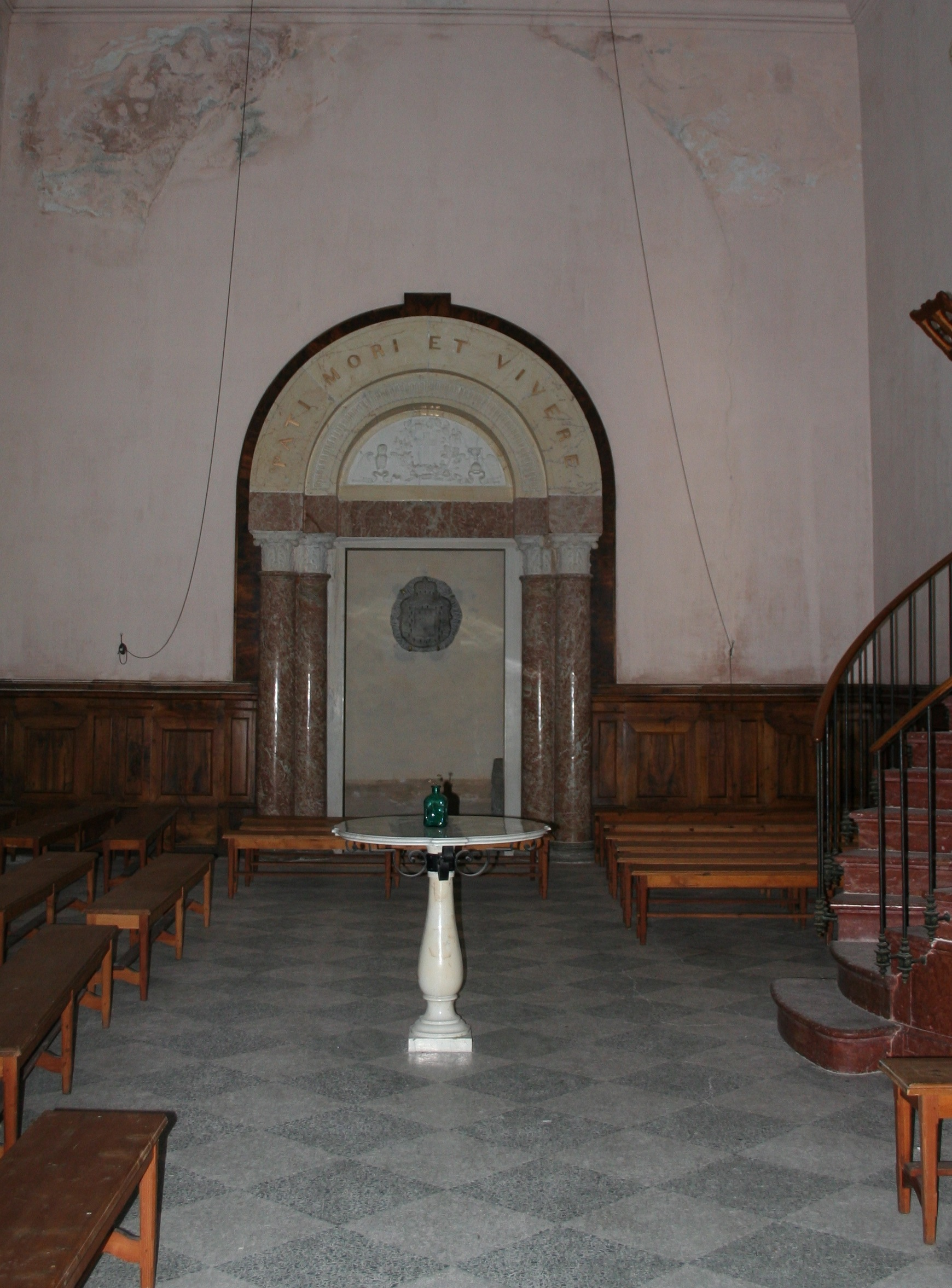
Innenraum
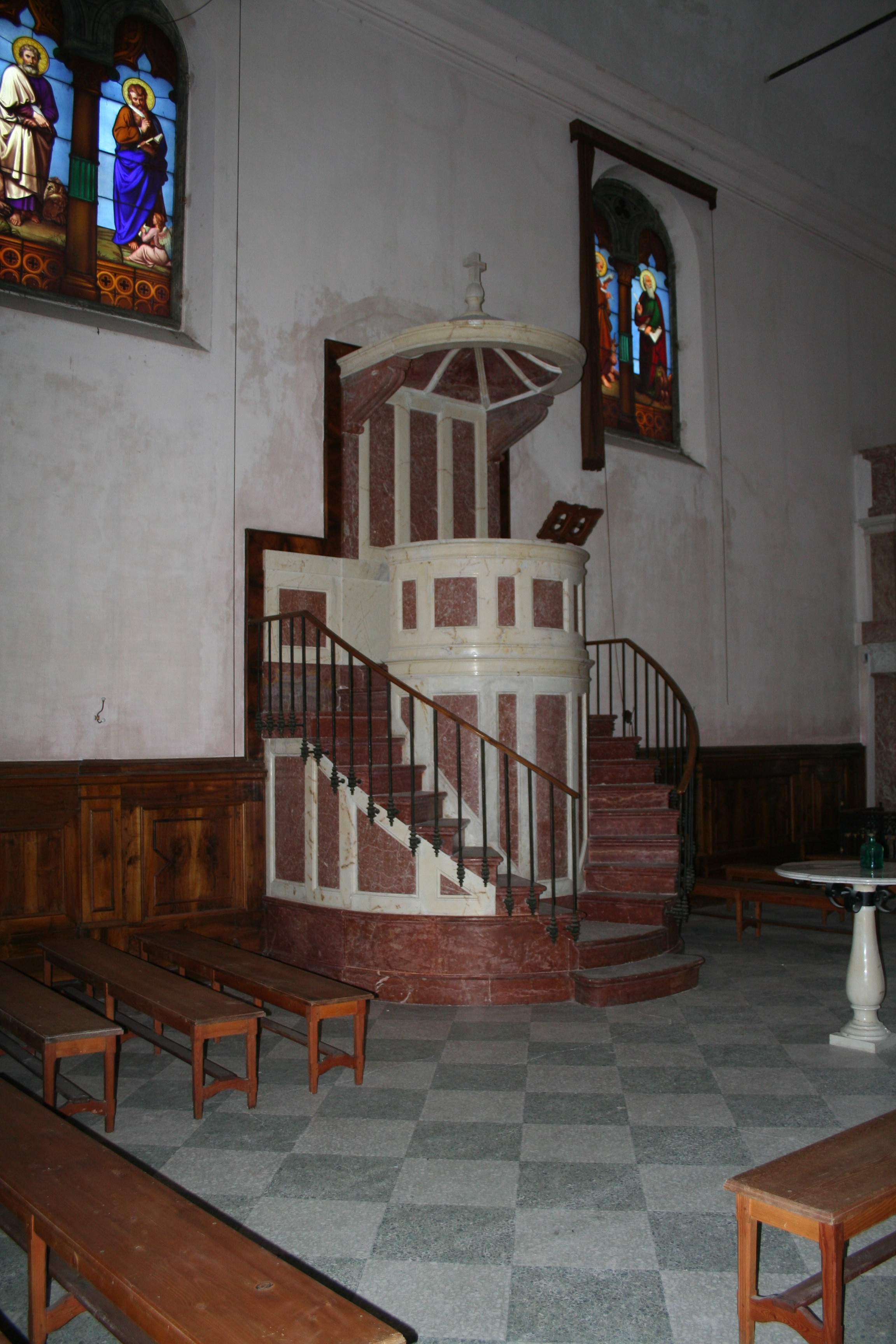
Kanzel
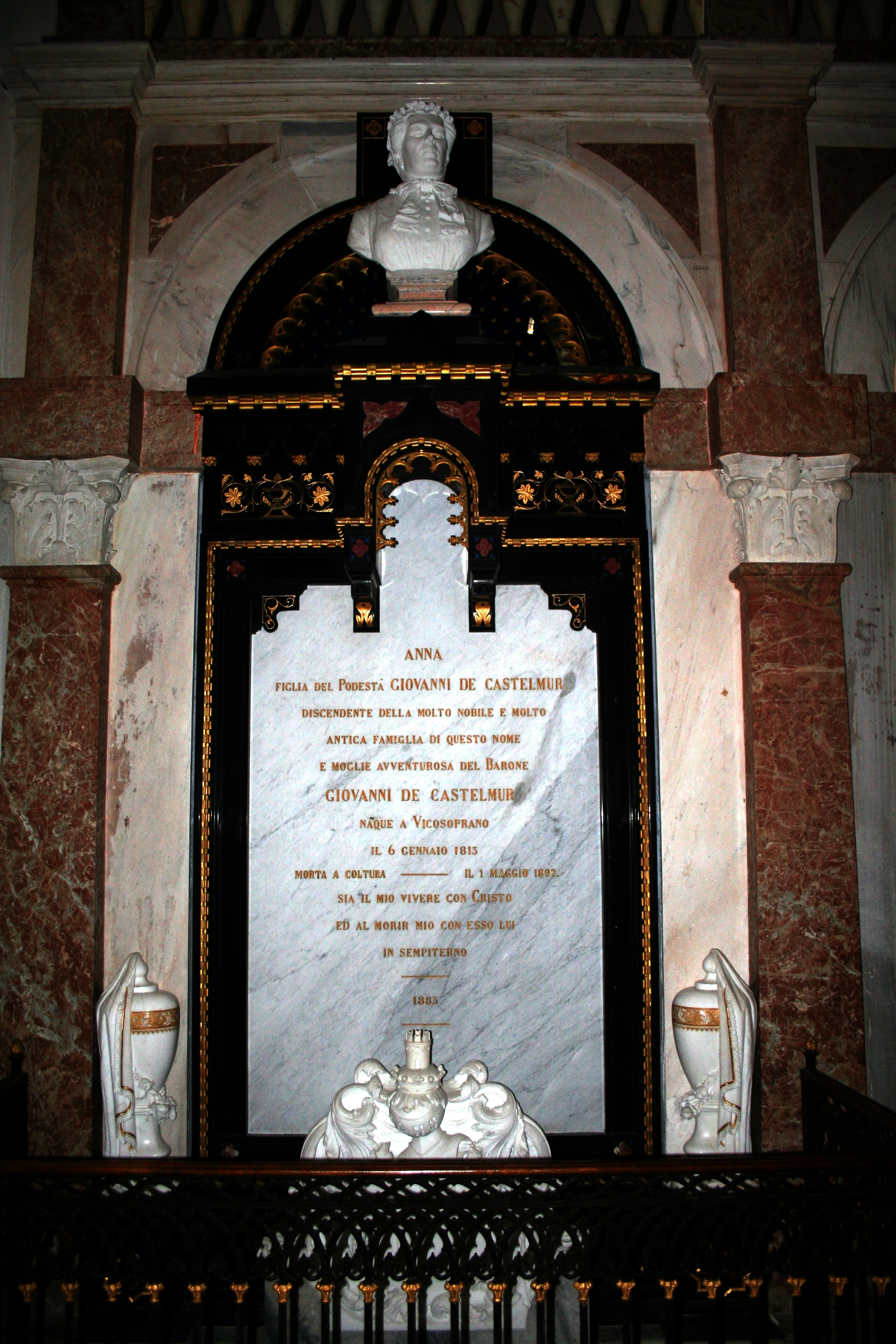
Grabmal Anna de Castelmur
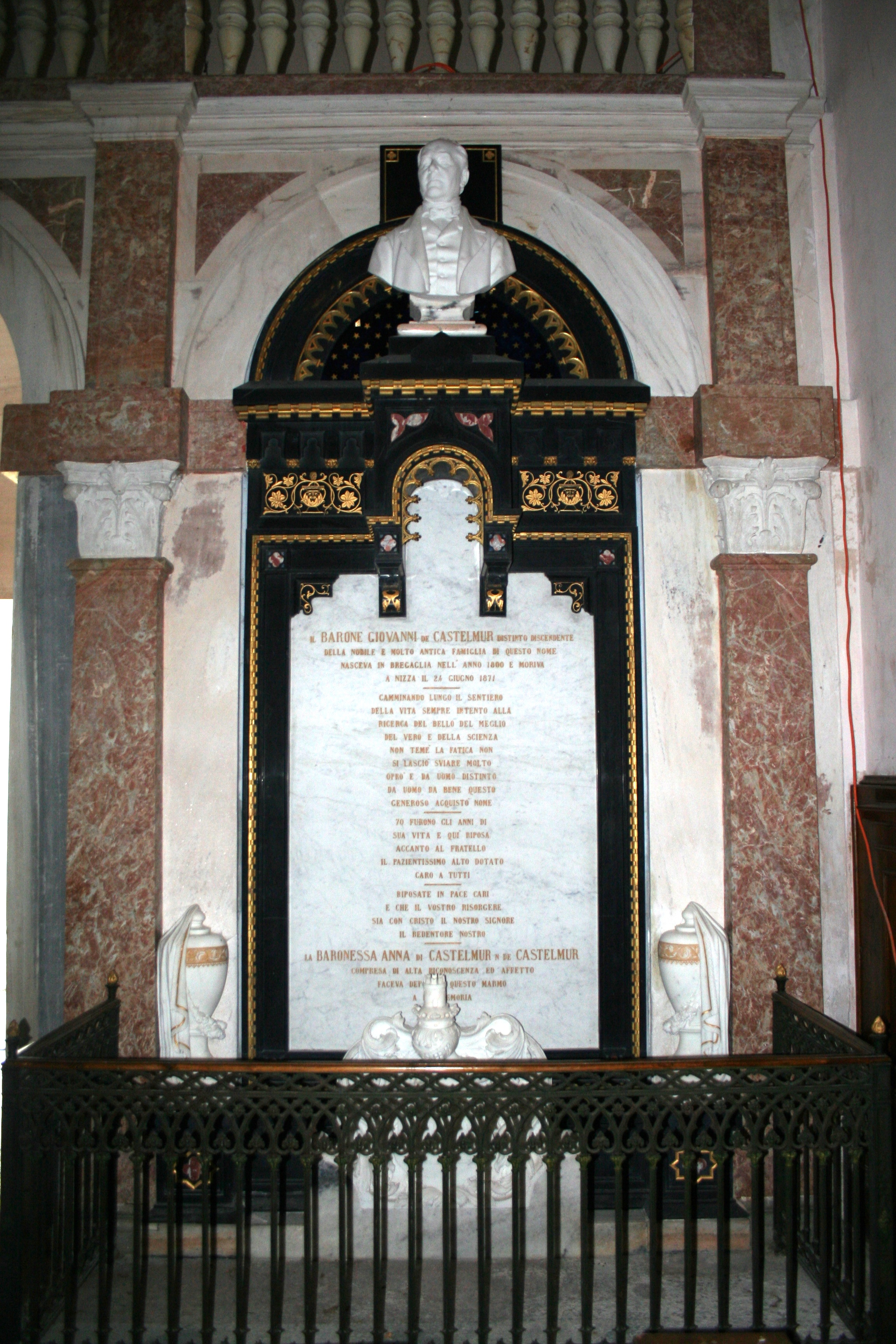
Grabmal Giovanni de Castelmur